# Jujuy (província)
Jujuy é uma província do noroeste argentino. Sua capital é a cidade de San Salvador de Jujuy.

## Aspectos geográficos
A província de Jujuy limita-se ao sul e a leste com a Província de Salta; ao norte com a Bolívia; e a oeste com o Chile.
O relevo é predominantemente montanhoso sendo a maior parte do seu território formado pelo Puna (altiplano escassamente povoado com grandes contrastes térmicos diários e escassa vegetação) e pelas serras subandinas na região mais oriental. A altitude aumenta progressivamente do leste para o oeste, sendo a região sudeste a que apresenta a menor altitude, coincidindo com o nível do vale do Rio San Francisco.
O clima sofre forte influência do relevo. Nas regiões dos vales dos rios, o clima é quente, com precipitações pluviométricas abundantes. Na parte montanhosa, é seco (árido) com vegetação xerófila. 
No relevo, merece destaque a Quebrada de Humahuaca, um grande e belíssimo canyon cercado por escarpas e montanhas com altitudes que variam de 1 200 a 4 000 metros. Habitado há mais de 10 000 anos, o grande vale da Quebrada de Humahuaca estende-se por 155 quilômetros, cortando a província de norte a sul e praticamente dividindo-a em duas.
Em 2 de Julho de 2003, a Quebrada de Humahuaca foi declarada patrimônio cultural e natural da humanidade pela Unesco.

## Aspectos econômicos
Nos região dos vales dos rios Jujuy e San Francisco predomina a produção de tabaco e cana-de-açúcar e onde se localizam os engenhos açucareiros.
Também são importantes a criação de gado bovino (embora limitado às raças rústicas crioulas), de caprinos e lhamas, bem como a exploração florestal e de minérios de ferro, prata, chumbo e zinco.
A Província de Jujuy possui um grande time do futebol argentino, o Gimnásia de Jujuy.

## Subdivisões
Jujuy é dividido em 16 departamentos.
1. Cochinoca (Abra Pampa)
2. Dr Manuel Belgrano (San Salvador de Jujuy)
3. El Carmen (El Carmen)
4. Humahuaca (Humahuaca)
5. Ledesma[desambiguação necessária] (Libertador General San Martín)
6. Palpalá (Palpalá)
7. Rinconada (Rinconada)
8. San Antonio (San Antonio)
9. San Pedro (San Pedro de Jujuy)
10. Santa Bárbara (Santa Clara)
11. Santa Catalina (Santa Catalina)
12. Susques (Susques)
13. Tilcara (Tilcara)
14. Tumbaya (Tumbaya)
15. Valle Grande (Valle Grande)
16. Yavi (La Quiaca)

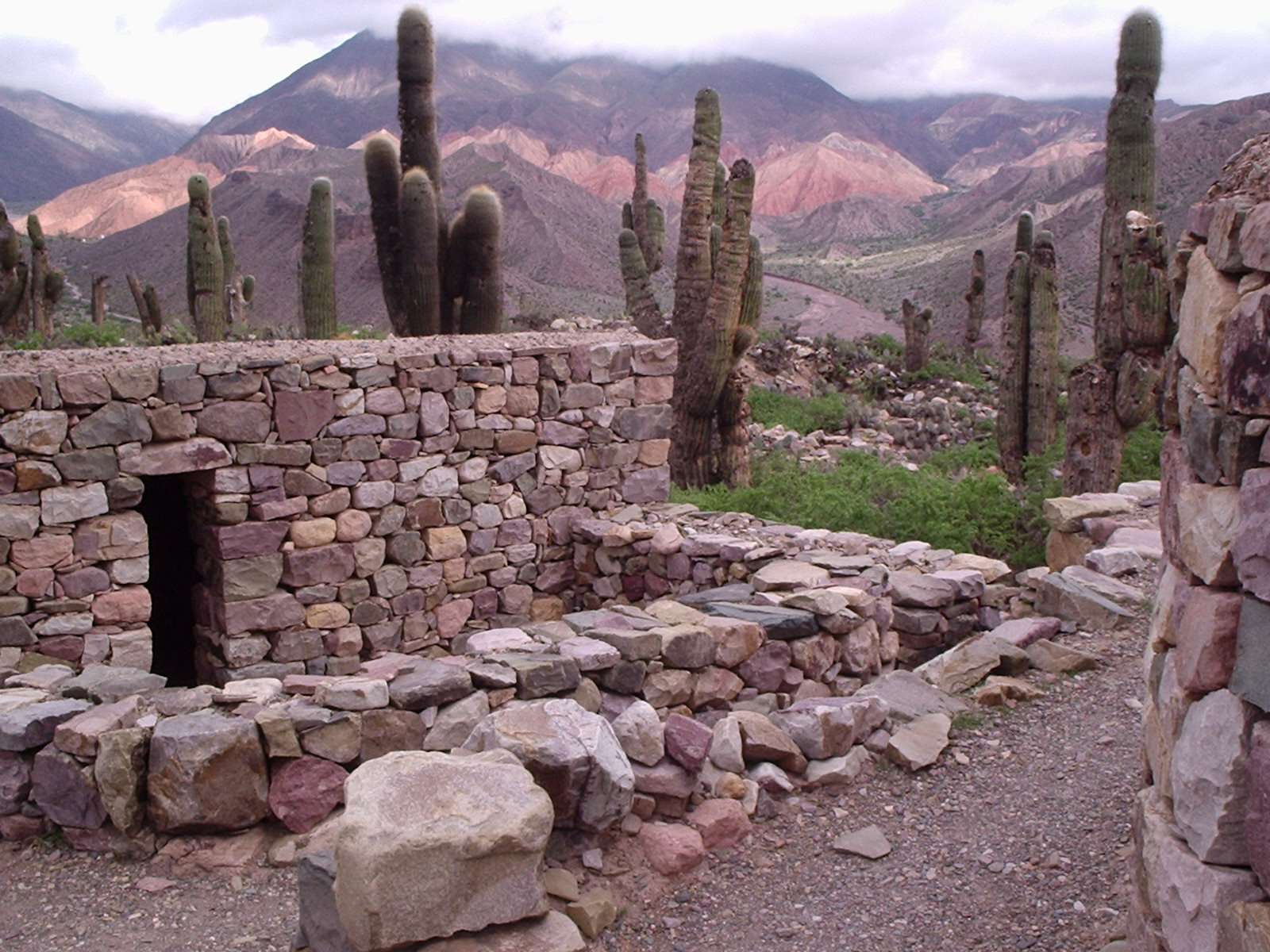
Pucará de Tilcara
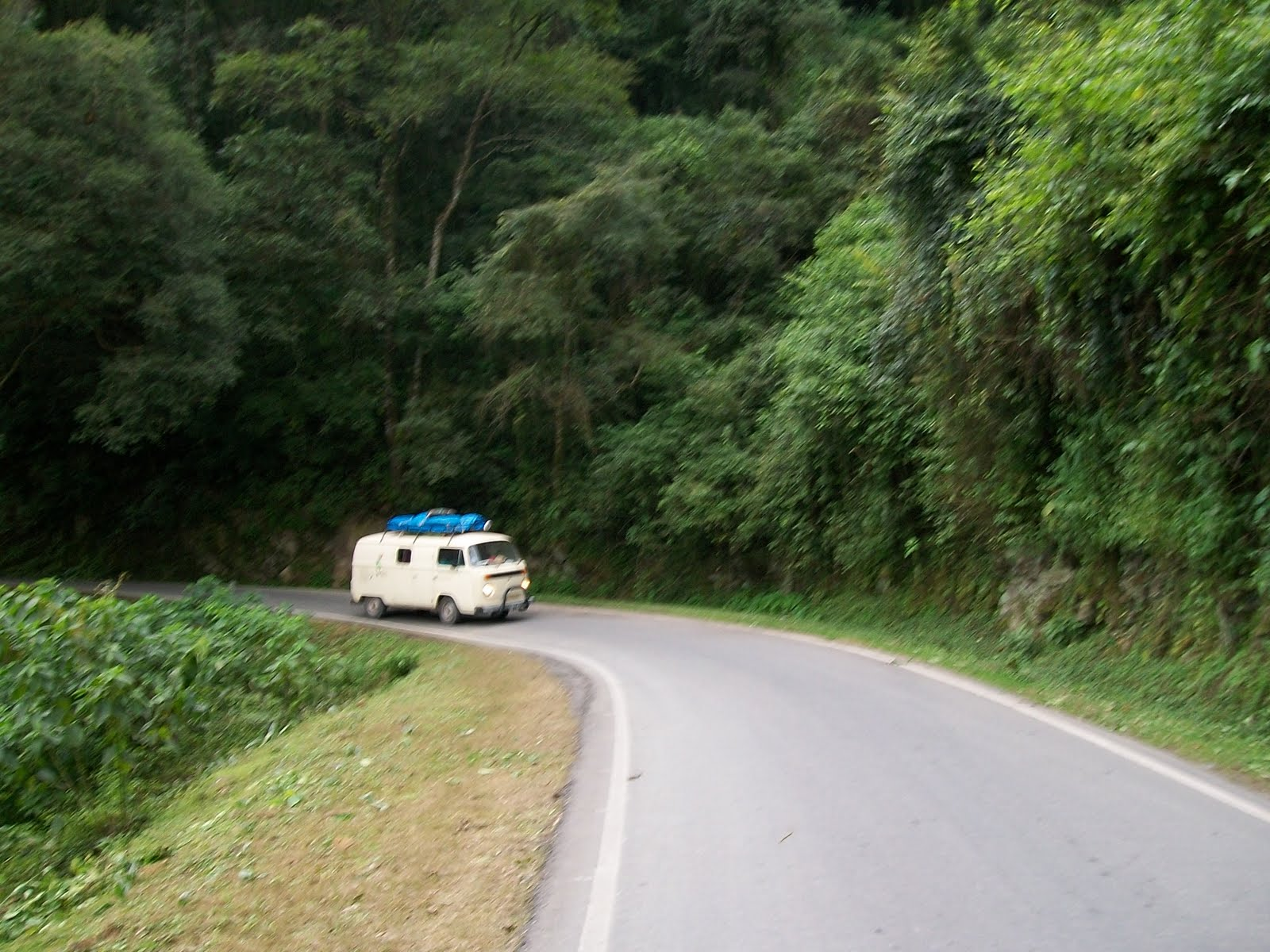
Ruta Nacional 9 (Jujuy-Salta)
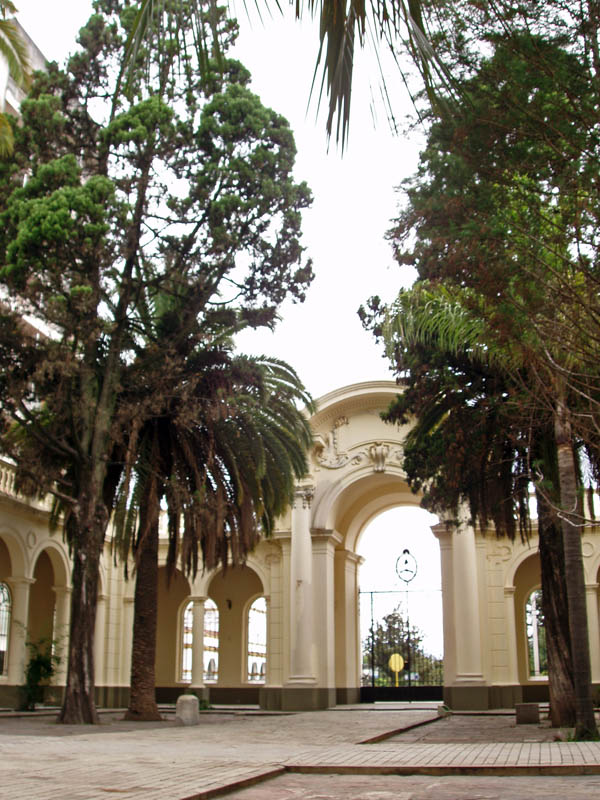
San Salvador de Jujuy